# بيتر كينو
بيتر كينو (بالإنجليزية: Peter Kennaugh) مواليد 15 يونيو 1989 في جزيرة مان، هو دراج بريطاني في صنف سباق الدراجات على الطريق وعلى المضمار. شارك في دورة الألعاب الأولمبية الصيفية وفاز بميدالية أولمبية.

## الميداليات
| الميدالية | المسابقة                       |
| --------- | ------------------------------ |
| ذهبية     | الألعاب الأولمبية الصيفية 2012 |
| فضية      | دورة ألعاب الكومنولث 2014      |

## روابط خارجية
- بيتر كينو على موقع الاتحاد الدولي للدراجات (الإنجليزية)
- بيتر كينو على موقع أرشيف الدراجات (الإنجليزية)
- بيتر كينو على موقع إحصائيات الدراجات الإحترافية (الإنجليزية)
- بيتر كينو على موقع نسبة الدراجات (الإنجليزية)
- بيتر كينو على موقع CycleBase (الإنجليزية)
- بيتر كينو على موقع أوليمبيديا (الإنجليزية)
- بيتر كينو على موقع اللجنة الأولمبية البريطانية (الإنجليزية)